# 笞打
笞打（ちだ､むちうち）は、江戸時代に行われた拷問としての鞭打である。正規の拷問とは区別されて牢問（ろうどい）または責問（せめどい）と呼ばれ、正規拷問の前段階として、罪を認めない未決囚に最初に施された。

## 概要
被疑者を上半身裸にし、肩に肉が盛り上がるようなかたちで後手（うしろで）に縛り固め、正座させて非人や牢屋の中間が縄の端を前後から力一杯に引っ張って動けないようにするところから始まる。この状態で既にかなりの苦痛となっている。
被疑者は自白するまで、縛られて肩の肉の盛り上がった箇所を何度も打たれるが、このとき使われるのは箒尻（ほうきじり）という棒である。箒尻は竹を途中まで二つに割り、麻糸で固く補強してから、さらに観世紙縒（かんぜこより）で補強したものである。ささらや弓の折れたものではない。箒尻は重さが軽くても非常に打撃力が強いため、拷問途中で被疑者が破れた皮膚から血を流して苦しむことがある。そうすると、打ち役の同心は砂を疵口に撒いて止血した後、その上から更に打った。
この笞打で自白しないと、石抱や海老責、釣責など、より強力な拷問が施された。それでも自白しないと、証拠が揃っている場合は老中による裁可で有罪とされることがあった。これを察斗詰（さっとづめ）という。